# Ramón Taboada Soto
Ramón Taboada Soto (Villagarcía de Arosa; 3 de septiembre de 1929 - Puerto de Leixões, Matosinhos; 29 de octubre de 1995) fue un empresario y político español.

## Trayectoria
Oficial de náutica, fue gerente de consignatarias en Villagarcía de Arosa. Fue colaborador de El Correo Gallego y dirigió la revista Ondas de Arosa. Afiliado a Alianza Popular, fue elegido concejal en las elecciones municipales de 1979. Fue elegido parlamentario por la provincia de Pontevedra en las primeras elecciones autonómicas por AP.